# Brassia allenii
Brassia allenii (L.O.Williams ex C.Schweinf.) N.H.Williams 1972  es una orquídea de hábito epífita originaria de Centroamérica. Esta especie ha sido trasladada al género Brassia como Brassia allenii.

## Características
Es una planta de tamaño mediano, que prefiere clima cálido a fresco, tiene, cada vez más, hábito epífita. Tiene una forma de abanico con  8 a 14 hojas, sub-coriáceas, lineal-lanceoladas, acuminadas  y sin pseudobulbo. Florece en la primavera en una inflorescencia arqueada  de 22 cm de largo, más corta que las hojas  y con 5 a 8 flores fragantes.

## Distribución y hábitat
Encontrada en Panamá y Colombia se producen en montañas y bosques tropicales en las laderas orientales del Atlántico en alturas de 400 a 1000 m s. n. m.

## Taxonomía
Brassia allenii fue descrita por (L.O.Williams ex C.Schweinf.) N.H.Williams y publicado en Brittonia 24(1): 104–105. 1972.
Etimología
Brassia (abreviado Brs.): nombre genérico que fue otorgado en honor de William Brass, un ilustrador de botánica del siglo XIX.

allenii: epíteto que fue nombrado en honor de Allen (botánico estadounidense en Centroamérica en 1900) 
Sinonimia
- Ada allenii L.O.Williams ex C.Schweinf. 1948 [3][4]